# Рагби 7 репрезентација Енглеске
Рагби 7 репрезентација Енглеске рагби седам је селекција, која представља Краљевину Енглеску у овом олимпијском спорту.
Највећи успех у историји, енглески рагбисти, седмичари су направили 1993. када су славили на првом Светском купу у рагбију 7, одржаном у Кнежевини Шкотској.

## Организација
Рагби савез Енглеске руководи рагбијем 7 на територији Краљевине Енглеске.

## Грб и символика
Символ енглеског рагбија 7 јесте црвена ружа.

## Боје и дресови
Први дрес је беле боје, други дрес је љубичасте боје.

## Историја енглеског рагбија 7
Велечасни Отац, Пастор Вилијам Веб Елис је измислио рагби 1823. Енглези су 1973. победили на првом турниру у рагбију 7 за репрезентације, у финалу су били бољи од Ирске. У досадашњој историји Светске серије рагбија 7, Енглези су четири пута освојили високо, друго место.

### Учинак енглеских седмичара на Светској серији рагбија 7
- Светска серија рагбија седам 1999-2000 - 9. место
- Светска серија рагбија седам 2015-2016 - 8. место
- Светска серија рагбија седам 2000-2001 - 7. место
- Светска серија рагбија седам2012-2013 - 6. место
- Светска серија рагбија седам 2006-2007, 2007-2008, 2009-2010, 2017-2018, 2018-2019 - 5. место
- Светска серија рагбија седам 2013-2014, 2014-2015 - 4. место
- Светска серија рагбија седам 2001-2002, 2004-2005, 2008-2009, 2010-2011, 2011-2012 - 3. место
- Светска серија рагбија седам 2002-2003, 2003-2004, 2005-2006, 2016-2017 - 2. место

### Учинак енглеских седмичара на Светском купу у рагбију 7
- Светски куп у рагбију седам 1993. - 1. место
- Светски куп у рагбију седам 1997. - 8. место
- Светски куп у рагбију седам 2001. - 6. место
- Светски куп у рагбију седам 2005. - 3. место
- Светски куп у рагбију седам 2009. - 7. место
- Светски куп у рагбију седам 2013. - 2. место
- Светски куп у рагбију седам 2018. - 2. место
- Светски куп у рагбију седам 2022. - 9. место

### Учинак енглеских седмичара на играма Комонвелта
- Игре Комонвелта 1998. - 6. место
- Игре Комонвелта 2002. - 5. место
- Игре Комонвелта 2006. - 2. место
- Игре Комонвелта 2010. - 4. место
- Игре Комовелта 2014. - 5. место
- Игре Комонвелта 2018. - 3. место
- Игре Комонвелта 2022. - 9. место

### Учинак енглеских седмичара на Европској серији рагбија седам
- Европска серија рагбија седам 2002-2010. -
- Европска серија рагбија седам 2011. - 2. место
- Европска серија рагбија седам 2012. - 1. место
- Европска серија рагбија седам 2013. - 1. место
- Европска серија рагбија седам 2014. - 3. место
- Европска серија рагбија седам 2015. - 3. место
- Европска серија рагбија седам 2016. -
- Европска серија рагбија седам 2017. - 9. место
- Европска серија рагбија седам 2018. - 4. место
- Европска серија рагбија седам 2019. - 7. место

### Легендарни играчи енглеског рагбија 7
- Ден Нортон - 358 есеја
- Бен Голингс - 220 есеја
- Том Мичел - 135 есеја
- Ричард Хотон - 106 есеја
- Том Бовен - 105 есеја[4]

### Лични успеси енглеских седмичара
- Најбољи седмичар на Свету 2004. - Симон Амор
- Најбољи седмичар на Свету 2009. - Оли Филипс